# Kreditplafondierung
Die Kreditplafondierung ist ein geldpolitisches Instrument zur Beschränkung des Geldmengenwachstums. Es wirkt auf die Kreditvergabe der Geschäftsbanken an private Wirtschaftssubjekte und damit auf die Geldschöpfung der Geschäftsbanken.

## Wirkungsweise
Dabei werden in periodischen Zeitabständen (meist jährlich) bestimmte Kreditzuwachsraten fixiert, um die die Kredite von Banken ausgeweitet werden dürfen. Im Extremfall kann ein völliger Kreditstopp verordnet werden. Dabei kann die Kreditplafondierung auf einer freiwilligen Vereinbarung zwischen Geschäftsbanken und der Notenbank oder auf einer gesetzlichen Regelung beruhen.

## Praktische Anwendung
Die Kreditplafondierung wurde früher vor allem in Frankreich angewendet. In der Bundesrepublik Deutschland wurde sie Anfang der 1970er Jahre, als Inflationsgefahren drohten, sowie in den 1990ern eingeführt. In der Schweiz fand sie ebenfalls Anfang der 1970er Jahre für kürzere Zeit Anwendung. Die Europäische Zentralbank sieht in ihrer Politik dieses Instrument nicht vor.